# UCOII
L'UCOII est le sigle de l'« Unione delle Comunità e Organizzazioni Islamiche in Italia », une association musulmane italienne fondée à Ancône en 1990. 

## L'Association
L'un des membres fondateurs de l'UCOII est Hamza Roberto Piccardo (Imperia, Ligurie, 7 octobre 1952), un éditeur italien converti à l'Islam en 1975 et auteur de plusieurs écrits dont une vie du prophète Mahomet (Vita del Profeta Muhammad). 

## Critiques
L'association créa plusieurs fois la polémique par certaines de ses déclarations, notamment en comparant les bombardements israéliens sur Gaza au « Massacre de Marzabotto » ou encore en légitimant les attentats suicides en Palestine et en Irak. À la suite de ces déclarations, des sénateurs du parti politique Forza Italia ont porté plainte pour « incitation à la haine raciale »,,. 